# Dongchangfu
Dongchangfu är ett stadsdistrikt och säte för stadsfullmäktige i Liaocheng i Shandong-provinsen i norra Kina.